# Sicista strandi
Espèce
Statut de conservation UICN

 LC  : Préoccupation mineure
Sicista strandi est une espèce de petit rongeur de la famille des Dipodidae.